# Rossella Galbiati
Rosa Rossella Galbiati, née le 11 octobre 1958 à Milan, est une coureuse cycliste professionnelle Italienne.

## Palmarès sur piste

### Championnats du monde
- Barcelone 1984
  -  Médaillée de bronze de la poursuite
- Bassano del Grappa 1985
  - 4e de la poursuite
- Valence 1992
  - 6e de la course aux points

## Palmarès sur route
- 1978
  -  Championne d'Italie sur route
- 1980
  - 2e du championnat d'Italie sur route
- 1981
  - 2e du championnat d'Italie sur route
- 1987
  - Trofeo Alfredo Binda-Comune di Cittiglio
- 1992
  - Pregnana Milanese
  - 2e de Torino
  - 3e de San Marino di Carpi